# Браун Фэйр, Вирджиния
Вирджиния Браун Фэйр (англ. Virginia Brown Faire; 26 июня 1904 — 30 июня 1980) — американская актриса эпохи немого кино, в основном снималась в драмах и вестернах.
Вирджиния Лабуна (англ. Virginia Labuna) родилась в Бруклине, Нью-Йорк. Больше всего запомнилась по роли феи Динь-Динь в фильме «Питер Пэн» 1924 года.
Вирджиния Браун Фэйр умерла в 1980 году в Лагуна-Бич, штат Калифорния, в возрасте 76 лет.

## Избранная фильмография
- 1922 — Монте-Кристо
- 1924 — Питер Пэн
- 1925 — Затерянный мир
- 1926 — Соблазнительница